# Jurrell Casey
Pour les articles homonymes, voir Casey.
(en) Statistiques sur pro-football-reference
Jurrell Casey, né le 5 décembre 1989 à Long Beach, est un joueur américain de football américain évoluant aux postes de defensive tackle et de defensive end dans la National Football League (NFL).
Lors de ses neuf premières saisons professionnelles, il joue pour la franchise des Titans du Tennessee où il est sélectionné au Pro Bowl lors de cinq saisons consécutives entre 2015 et 2019. 
En 2020, il rejoint les Broncos de Denver mais manque la majorité de la saison en raison d'une blessure. Il annonce sa retraite en septembre 2021 après avoir été libéré par les Broncos.

## Biographie

### Carrière universitaire
Étudiant à l'université du Sud de la Californie, il a joué pour les Trojans de l'USC de 2008 à 2010.

### Carrière professionnelle
Il est sélectionné en 77e rang lors du troisième tour de la draft 2011 par les Titans du Tennessee.
Il est désigné titulaire lors du début de la saison 2011 et réalise son premier sack dans la NFL sur le quarterback Ben Roethlisberger lors du match de la 5e semaine joué face aux Steelers de Pittsburgh.
Il est le meilleur de son équipe en nombre de plaquage (sack) avec un total de 10½ plaquages réalisés lors de la saison 2013 et est sélectionné dans la seconde équipe-type All-Pro. En août 2014, il prolonge de 4 ans son contrat avec les Titans pour un montant de 36 millions de dollars. À partir de la saison 2014, les Titans passent à la défense 3-4, plaçant Casey dans un rôle de defensive end alors qu'il avait joué ses trois premières saisons au poste de defensive tackle. 
Il est sélectionné au Pro Bowl pour la première fois lors de la saison 2015. Alors qu'il lui reste encore deux ans de contrat, il prolonge avec les Titans pour 4 ans de plus et un montant de 60,4 millions de dollars en juillet 2017.
Après neuf saisons avec les Titans, il est échangé le 19 mars 2020 aux Broncos de Denver contre une sélection de septième tour de la draft de 2020. Sa première saison avec les Broncos prend toutefois fin après trois matchs en raison d'une déchirure à un biceps. Il est libéré par les Broncos le 25 février 2021.
Il annonce sa retraite le 2 septembre 2021.

## Statistiques
| Année              | Équipe              | MJ  |       | Plaquages | Plaquages | Plaquages | Plaquages |       | Interceptions | Interceptions | Interceptions | Interceptions |  | Fumbles | Fumbles |
| Année              | Équipe              | MJ  | Total | Seul      | Ast.      | Sacks     | Nb.       | Yards | Déf.          | TD            | Nb.           | Rec.          |  |         |         |
| 2011               | Titans du Tennessee | 16  | 52    | 39        | 13        | 02,5      | 0         | 0     | 1             | 0             | 1             | 1             |  |         |         |
| 2012               | Titans du Tennessee | 16  | 54    | 34        | 20        | 03,0      | 0         | 0     | 0             | 0             | 2             | 0             |  |         |         |
| 2013               | Titans du Tennessee | 15  | 55    | 38        | 17        | 10,5      | 0         | 0     | 2             | 0             | 1             | 1             |  |         |         |
| 2014               | Titans du Tennessee | 16  | 68    | 46        | 22        | 05,0      | 0         | 0     | 0             | 0             | 0             | 0             |  |         |         |
| 2015               | Titans du Tennessee | 16  | 54    | 34        | 20        | 07,0      | 0         | 0     | 3             | 0             | 0             | 0             |  |         |         |
| 2016               | Titans du Tennessee | 15  | 44    | 31        | 13        | 05,0      | 0         | 0     | 5             | 0             | 0             | 0             |  |         |         |
| 2017               | Titans du Tennessee | 16  | 60    | 41        | 19        | 06,0      | 0         | 0     | 1             | 0             | 1             | 0             |  |         |         |
| 2018               | Titans du Tennessee | 15  | 62    | 36        | 26        | 07,0      | 0         | 0     | 0             | 0             | 2             | 1             |  |         |         |
| 2019               | Titans du Tennessee | 14  | 44    | 26        | 16        | 05,0      | 0         | 0     | 0             | 0             | 1             | 2             |  |         |         |
| 2020               | Broncos de Denver   | 03  | 14    | 07        | 07        | 00,0      | 0         | 0     | 3             | 0             | 0             | 0             |  |         |         |
| Totaux à Tennessee | Totaux à Tennessee  | 139 | 493   | 325       | 168       | 51,0      | 0         | 0     | 12            | 0             | 8             | 5             |  |         |         |
| Totaux à Denver    | Totaux à Denver     | 03  | 014   | 07        | 07        | 00,0      | 0         | 0     | 03            | 0             | 0             | 0             |  |         |         |
| Totaux en NFL      | Totaux en NFL       | 142 | 507   | 332       | 175       | 51,0      | 0         | 0     | 15            | 0             | 8             | 5             |  |         |         |

| Année         | Équipe              | MJ |       | Plaquages | Plaquages | Plaquages | Plaquages |       | Interceptions | Interceptions | Interceptions | Interceptions |  | Fumbles | Fumbles |
| Année         | Équipe              | MJ | Total | Seul      | Ast.      | Sacks     | Nb.       | Yards | Déf.          | TD            | Nb.           | Rec.          |  |         |         |
| 2017          | Titans du Tennessee | 2  | 07    | 3         | 4         | 0         | 0         | 0     | 1             | 0             | 0             | 0             |  |         |         |
| 2019          | Titans du Tennessee | 3  | 08    | 6         | 2         | 2,5       | 0         | 0     | 1             | 0             | 1             | 0             |  |         |         |
| Totaux en NFL | Totaux en NFL       | 5  | 15    | 9         | 6         | 2,5       | 0         | 0     | 2             | 0             | 1             | 0             |  |         |         |